# 1931年逝世人物列表
1931年逝世人物列表：1月 - 2月 - 3月 - 4月 - 5月 - 6月 - 7月 - 8月 - 9月 - 10月 - 11月 - 12月
下面是1931年逝世的知名人士列表。

## 1月

### 3日
- 約瑟夫·約佛爾，法國第一次世界大戰將軍

### 4日
- 阿特·阿科德，美國演員
- 羅傑·康納，美國棒球運動員，美國職業棒球大聯盟名人堂成員
- 路易絲長公主，英國皇室成員，英國愛德華七世的長女

### 10日
- 詹姆斯·米爾頓·卡羅爾，美國浸信會牧師、歷史學家和作家

### 14日
- 哈迪·理查森，美國棒球運動員

### 17日
- 俄羅斯彼得·尼古拉耶維奇大公

### 22日
- 阿爾瑪·魯本斯，美國女演員

### 23日
- 安娜·巴甫洛娃，蘇聯芭蕾舞演員[1]
- 恩斯特·塞德勒·馮·費希特內格，奧地利前部長兼總統

### 24日
- 珀西·菲茨派翠克，南非作家、政治家和礦業金融家

### 28日
- 貝爾納多·索托·阿爾法羅，哥斯大黎加第14任總統

### 29日
- 亨利·馬蒂亞斯·貝特洛，法國將軍

## 2月

### 1日
- 旺多姆公爵伊曼紐爾王子

### 9日
- 亞塞拜然民主共和國最後一任總理馬馬德·哈桑·哈金斯基

### 11日
- 查尔斯·阿尔杰农·帕尔森斯，英國發明家

### 13日
- 馬丁·馮·費爾斯坦，德國畫家

### 16日
- 威廉·馮·格魯登，德國攝影師

### 18日
- 路易士·沃爾海姆，美國演員

### 19日
- 托夫馬斯·納扎爾貝基安，亞美尼亞將軍

### 23日
- 愛德華·馮·卡佩爾，德國海軍上將
- 內莉·梅爾巴，澳大利亞女高音[2]

### 24日
- 腓特烈·奧古斯特二世，歐登堡大公

### 26日
- 奥托·瓦拉赫，德國化學家，諾貝爾獎獲得者

### 28日
- 湯瑪斯·羅傑斯，美國海軍上將

## 3月

### 5日
- 亞瑟·托斯，英國聖公會神職人員

### 7日
- 阿克塞利·加伦-卡勒拉，芬蘭畫家
- 特奥·范杜斯堡，荷蘭畫家

### 11日
- F·W·穆瑙，德國導演

### 16日
- 查尔斯·艾略特，英國外交官

### 20日
- 阿爾弗雷德·賈爾斯，澳大利亞探險家
- 赫爾曼·穆勒，德國記者、政治家和德國第12任總理
- 約瑟夫·默多克，美國海軍上將，新罕布希爾州政治家

### 22日
- 第一代格萊納維男爵詹姆斯·坎貝爾，愛爾蘭律師、政治家

### 23日
- 哈羅德·愛德華·埃利奧特，澳大利亞軍官和政治家
- 巴格特·辛格，印度革命英雄

### 24日
- 羅伯特·愛德森，美國演員

### 25日
- 艾達·貝爾·韋爾斯，非裔美國人反私刑十字軍

### 27日
- 阿諾德·貝內特，英國小說家[3]

### 28日
- 班·約翰遜，美國棒球主管

### 31日
- 克努特·羅克恩，美式橄欖球教練

## 4月

### 4日
- 安德列·米其林，法國實業家和米其林指南的創始人[4]

### 8日
- 埃里克·阿克塞尔·卡尔费尔特，瑞典作家、諾貝爾獎獲得者

### 9日
- 尼古拉斯·朗沃思，美國政治家、眾議院議長

### 10日
- 纪伯伦·哈利勒·纪伯伦，黎巴嫩詩人、畫家[5]

### 15日
- 喬·馬塞里亞，義大利出生的美國黑幫老大[6]
- 熱那亞公爵湯瑪斯王子
- 雅各·哈格，瑞典海軍上將和畫家

### 16日
- 雷切爾·布魯斯坦，以色列詩人[7]

### 20日
- 科斯莫·達夫-戈登爵士，蘇格蘭地主，泰坦尼克號倖存者[8]

### 26日
- 喬治·賀伯特·米德，美國哲學家、社會學家和心理學家

### 27日
- 石勒蘇益格-荷爾斯泰因公爵阿尔伯特[9]

### 30日
- 薩米·伍茲，英國板球運動員

## 5月

### 2日
- 乔治·费舍·贝克，美國金融家、慈善家

### 9日
- 阿尔伯特·迈克耳孙，德國出生的物理學家，諾貝爾獎獲得者

### 14日
- 大衛·貝拉斯科，美國百老匯主持人、劇院老闆和劇作家

### 19日
- 拉爾夫·巴頓，美國藝術家[10]

### 26日
- 安娜·桑德斯特羅姆，瑞典社會改革家

## 6月

### 2日
- 約瑟夫·法納姆，美國編劇

### 4日
- 侯赛因·本·阿里，麥加謝里夫，阿拉伯民族主義者

### 8日
- 弗吉尼亞·弗朗西斯·斯特雷特，美國藝術家、插畫家

### 13日
- 第一代特倫特男爵傑西·布特，英國商人
- 北里柴三郎，日本醫生和細菌學家

### 21日
- 皮奧·德爾·皮拉爾，菲律賓活動家

### 22日
- 阿尔芒·法利埃，法國第9任總統

## 7月

### 4日
- 巴迪·佩蒂特，美國爵士音樂家
- 埃曼努埃莱·菲利贝托，義大利將軍、元帥

### 6日
- 爱德华·古德里奇·艾奇逊，美国化学家

### 9日
- T. 阿德萊德·古德諾，美國社會改革家

### 11日
- 威廉·賈斯珀·斯皮爾曼，美國經濟學家

### 12日
- 內森·索德布洛姆，瑞典大主教，諾貝爾和平獎獲得者

## 8月

### 6日
- 比克斯·貝德貝克，美國爵士小號手

### 11日
- 琳達·洛雷多，墨西哥裔美國女演員和舞蹈家

### 14日
- 耶路撒冷牧首達米安一世

### 15日
- 尼加爾·希克林斯卡婭，亞塞拜然第一次世界大戰護士

### 22日
- 約瑟夫·塔布拉爾，英國詞曲作者

### 26日
- 弗兰克·哈里斯，愛爾蘭作家、編輯
- 濱口雄幸，日本政治家，日本第27任首相

### 27日
- 弗朗西斯·馬里恩·史密斯，美國商人

## 9月

### 4日
- 奧地利大公利奧波德·薩爾瓦多

### 5日
- 約翰·湯姆森，蘇格蘭足球運動員

### 7日
- 费德里科·蒂诺科·格拉纳多斯，哥斯大黎加第21任總統

### 8日
- 蘇珊·奧古斯塔·派克·桑德斯，美國教師、夜總會女郎和作家

### 9日
- 盧約·布倫塔諾，德國經濟學家

### 10日
- 薩爾瓦多·馬蘭扎諾，義大利黑幫

### 12日
- 弗朗西斯·希金森，美國海軍上將
- 約瑟夫·勒布裡克斯，法國飛行員，海軍軍官

### 13日
- 普魯士的腓特烈·利奧波德，腓特烈·卡爾王子與妻子瑪麗亞·安娜的獨子

### 14日
- 湯姆·羅伯茨，英國出生的澳大利亞藝術家

### 16日
- 奧瑪律·穆赫塔爾，利比亞抵抗運動領袖

### 17日
- 馬塞洛·阿梅羅·達斯特，義大利海軍上將、政治家
- 馬文·哈特，美國世界重量級拳擊冠軍

### 18日
- 阿道夫·希特勒的德國侄女蓋利·勞巴爾（自殺)

### 19日
- 大卫·斯塔尔·乔丹，美國魚類學家、教育家、優生學家和和平活動家[11]

### 29日
- 威廉·奧彭，愛爾蘭藝術家

## 10月

### 2日
- 湯瑪斯·利普頓，蘇格蘭零售商和遊艇運動員

### 3日
- 卡尔·尼尔森，丹麥作曲家

### 7日
- 丹尼尔·切斯特·弗伦奇，美國雕塑家

### 13日
- 恩斯特·迪德林，瑞典作家

### 18日
- 托马斯·爱迪生，美國發明家[12]:3958[13]

### 21日
- 亞瑟·施尼茨勒，奧地利作家、劇作家[14]

### 24日
- 默里·比塞特，南非板球運動員，南羅得西亞總督

## 11月

### 4日
- 巴迪·博爾登，美國音樂家

### 6日
- 傑克·切斯布羅，美國棒球運動員，美國職業棒球大聯盟名人堂成員

### 10日
- 夏洛特·斯科特，英國數學家[15]

### 11日
- 澀澤榮一，日本實業家

### 13日
- 伊萬·菲切夫，保加利亞將軍、國防部長、軍事歷史學家和院士

### 17日
- 哈拉·普拉薩德·沙斯特裡，印度學者和梵文學者

### 21日
- 布魯諾·馮·穆德拉，德國將軍

### 27日
- 羅伯特·艾姆斯，美國演員

## 12月

### 2日
- 文森特·德印迪，法國作曲家

### 5日
- 瓦切爾·琳賽，美國詩人

### 9日
- 安東尼奧·薩蘭德拉，義大利政治家，義大利第21任總理

### 18日
- 傑克·戴蒙德，美國黑幫

### 23日
- 泰隆·鮑爾，英國出生的美國演員

### 24日
- 卡洛·福爾納西尼，微觀古生物學家

### 26日
- 梅尔维尔·杜威，美國圖書館員，杜威十進分類法的發明者

### 27日
- 何塞·菲格罗亚·阿尔科塔，阿根廷政治家，阿根廷第16任總統